# Seynabou Mbengue
Seynabou Mbengue Rodríguez (Las Palmas, 14 de octubre de 1998) es una jugadora de balonmano española que juega de lateral derecho en el Gloria Bistrita. Es internacional con la selección española de balonmano.

## Carrera
De padre senegalés y madre canaria se crio en el barrio de Escaleritas, en la capital gran canaria. Juega al balonmano desde los 6 años. Se formó en el CB Somar canario. En el 2015 salta al Rocasa Gran Canaria desde el balonmano Romade en una apuesta de futuro por parte del histórico equipo español. En su primer año en la élite nacional sufrió una grave lesión que la mantuvo 8 meses fuera de los terrenos de juego.
Zurda natural, la lateral canaria tiene un brazo potentísimo, además de un gran desparpajo y una envergadura grandísima. 
En el 2023 se anunció su fichaje por el potente equipo rumano Gloria Bistrita con el que llegó a la final de la EHF European League y quedó subcampeona.

### Clubes
- 2013 - 15: Balonmano Romade
- 2015 - 23: Rocasa Gran Canaria
- 2023 - : Gloria Bistrita

### Selección
Siendo aún internacional junior, fue convocada por Carlos Viver con la selección absoluta para el Mundial de Alemania tras realizar una gran semana de concentración. 
Una constante en las convocatorias del equipo femenino juvenil, sin embargo su temprana convocatoria con el equipo nacional absoluto tuvo un parón entre el 2017 y el 2022, cuando volvió a una convocatoria para jugar los Juegos del Mediterráneo de Orán en 2022, donde consiguió la medalla de oro con las Guerreras.
José Ignacio Prades le volvió a convocar para la selección absoluta en el doble enfrentamiento ante Austria, valedero para el Mundial del 2023.

## Palmarés

### Clubes
- 3 x EHF European Cup (2015-16, 2018-19, 2021-22)
- 1 x Liga española (2018-19)
- 2 x Supercopa de España (2017-18, 2019-20)
- 1 x Copa de SM la Reina (2016-17)

### Selección nacional
- 1 x Medalla de Oro en los Juegos del Mediterráneo 2022

### Galardones individuales
- Mejor lateral derecho de la Liga Guerreras Iberdrola 2022-23[10]